# Max Romeo

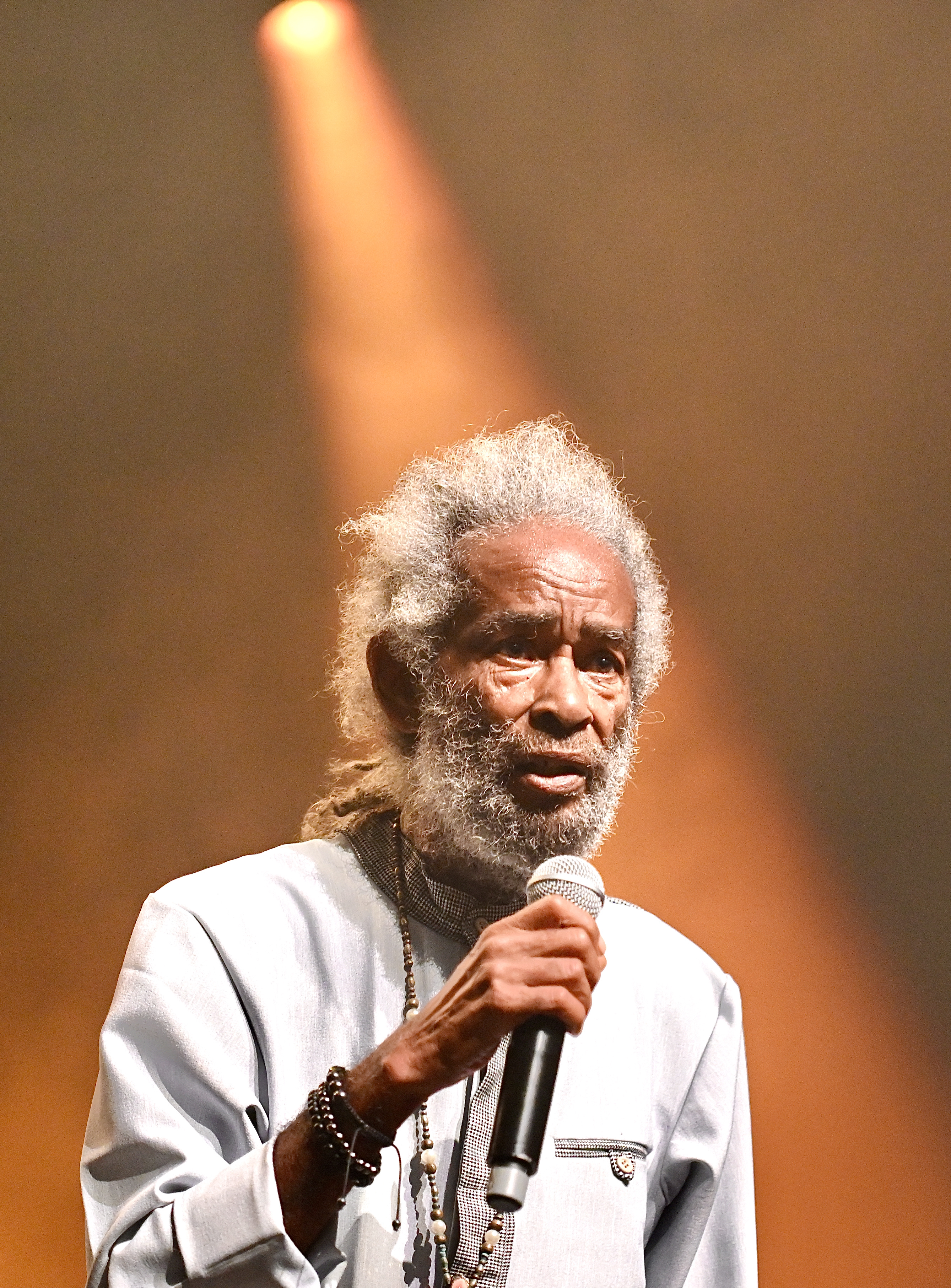
Max Romeo (2022)

Max „Romeo“ Smith (* 22. November 1944 in Alexandria, Saint Ann Parish; † 11. April 2025 in Saint Andrew Parish) war ein jamaikanischer Sänger und Komponist.
Max Romeo war eine der führenden Figuren des Early Reggae und des Roots-Reggae. Sein Wet Dream von 1968 wurde wegen des derb-anzüglichen Textes von der BBC nicht gespielt und verkaufte sich nicht zuletzt deswegen über 250.000 Mal. In seinen späteren Jahren wurde Romeo zunehmend politischer und sozialkritischer. Ein Höhepunkt dieser Phase ist das Album War Ina Babylon von 1976 mit der Single Chase the Devil.

## Werdegang

### Entscheidung, Sänger zu werden
Max Romeo wurde am 22. November 1944 als Max Smith in Saint Ann Parish (aus dem auch Bob Marley und Justin Hinds stammen) geboren. Als er neun Jahre alt war, hatte seine Mutter die Chance, nach England auszuwandern und ließ die Familie zurück. Max zog zu seinem Vater. Wegen Schwierigkeiten mit seiner Stiefmutter verließ Max im Alter von 14 Jahren das Elternhaus, wohnte zeitweilig in einer Höhle und in verlassenen Autos. Aufgrund einer Begegnung mit einem alten Mann reifte in ihm der Entschluss, Sänger zu werden. Romeo schilderte dieses Erlebnis wie folgt:

„Eines Tages kam ich zum Haus eines Freundes und da saß dieser alte Mann auf der Veranda. Er beobachtete mich, aber ich schenkte ihm keine Beachtung. Ich sah zu diesem Zeitpunkt ziemlich deprimierend aus: Löcher in den Schuhen, an meinem Hemd fehlte ein Ärmel usw. Der Mann rief mich zu sich und sagte: ‚So solltest du nicht herumlaufen. Was ist dein Problem?‘ Ich erzählte ihm ein bisschen von meinem Leben und er sagte: ‚Gut, ich werde dir helfen. Geh jetzt nach Hause und schreib zwanzig Sachen auf, die du in deinem Leben machen willst.‘ Er gab mir einen Stift und ein Blatt Papier und ich ging heim und schrieb all die verschiedenen Berufe und Dinge auf, die mir eingefallen sind, und brachte dies zurück zu ihm. Er sagte ‚Jetzt möchte ich, dass du es auf zwei Sachen einengst.‘ Es gab damals zwei Sachen, die ich wirklich sein wollte und das war Prediger oder Sänger. Also kürzte ich die Liste und ging zu ihm zurück. Er sagte: ‚Jetzt ist es einfach, es auf eines zu beschränken.‘ Ich sagte: ‚Ich mag den Glamour bei der Musik und den Respekt, den man einem Prediger entgegenbringt.‘ Aber zu diesem Zeitpunkt stellte ich Glamour über Respekt und entschloss mich: ‚Sänger.‘ Der Mann antwortete: ‚Gut, von jetzt an, wenn dich jemand fragt, womit du deinen Lebensunterhalt verdienst, wirst du sagen, dass du ein Sänger bist. Und jeden Morgen, wenn du aufwachst, wirst du dir selbst sagen, dass du ein Sänger bist.‘ Am Ende fragte er mich noch: ‚Kannst du singen?‘ Ich sagte: ‚Ja, ich habe als Kind viel gesungen.‘ Darauf antwortete er: ‚Das ist gut. Nun mach weiter.‘“

### Rocksteady-Jahre
Fortan arbeitete Max daran, seinen Entschluss in die Tat umzusetzen. Eine Freundin lieh ihm Geld für neue Kleider, so dass er bei einem Talentwettbewerb teilnehmen konnte und prompt gewann. Im Jahr 1967, noch zur Blütezeit des Rocksteady, nahm er seine erste Single I’ll Buy You a Rainbow auf, die Platz 2 der jamaikanischen Charts erreichte. Sein großer Erfolg ein Jahr später sollte aber dem neuen, kommenden Stil angehören, dem Reggae. Die anstößige Single Wet Dream kam in England bis auf Platz 10 und zog eine ganze Reihe weiterer Singles mit nicht-jugendfreiem Text nach sich. Ein erstes Album, A Dream by Max Romeo, erschien 1970 auf Pama Records. Romeo machte The Hippy Boys zu seiner Begleitband, mit den Brüdern Carlton und Aston Barrett an Schlagzeug und Bass. Aus dieser Gruppe sollte später Lee Perrys Studio-Band The Upsetters hervorgehen, die ihrerseits die Keimzelle für Bob Marleys Wailers bildete.

### Vom Rudeboy zum Rastafari

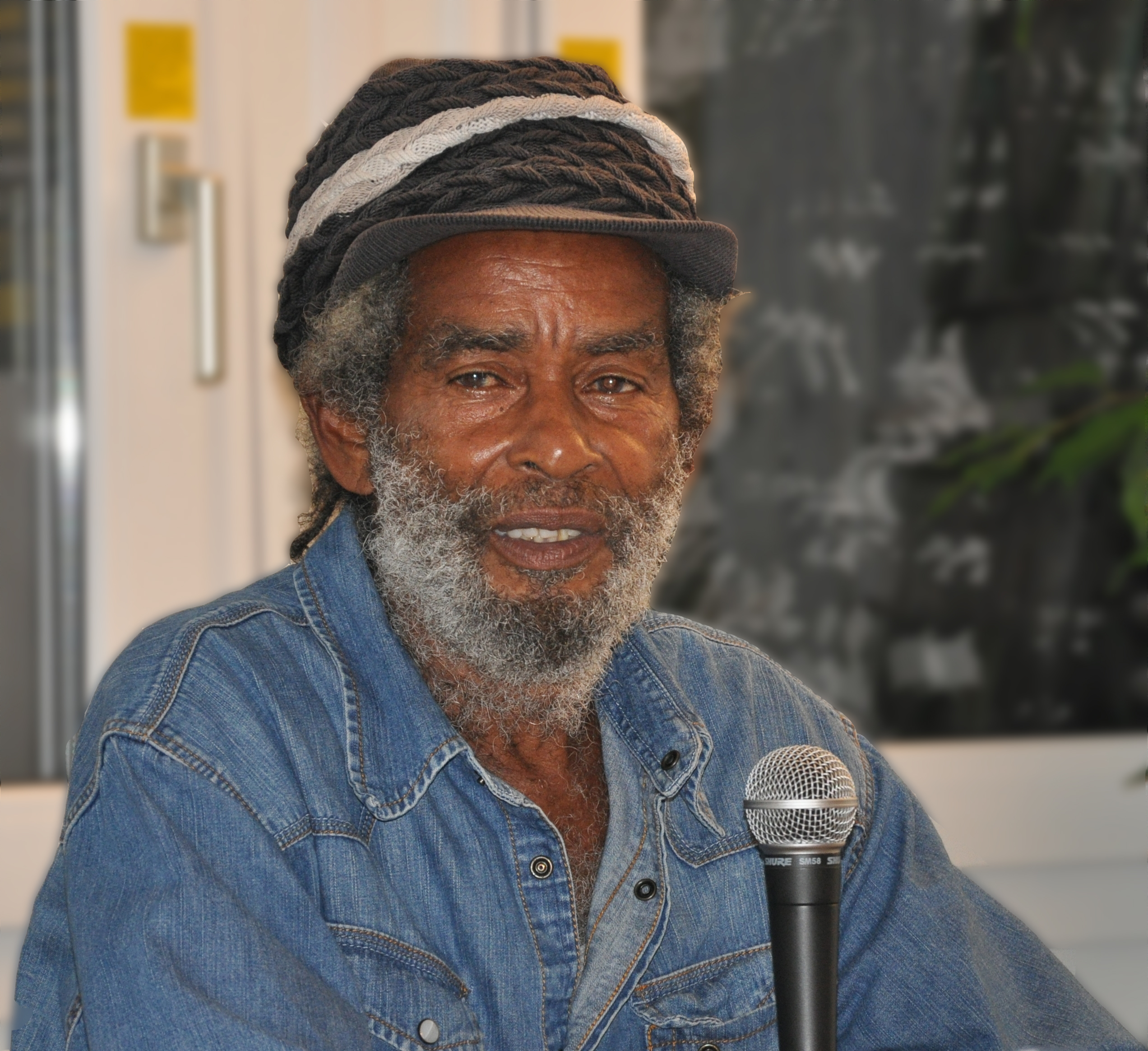
Max Romeo (2013)

Obwohl recht erfolgreich, fühlte Romeo sich mit seinem oberflächlichen Rude-boy-Image unwohl. Er begann sich für die Religion der Rastafari zu interessieren. Seine Lieder wendeten sich spirituellen und weltanschaulichen Themen zu, was sich in Song-Titeln wie Black Equality und Holla Zion niederschlug. Anfang der siebziger Jahre versprachen sich viele Rastas die Umsetzung ihrer Ideale vom Führer der sozialistischen Partei, PNP, Michael Manley. Max Romeo schrieb ihm seine offizielle Wahlkampf-Hymne Let The Power Fall On I. Doch in der Zeit nach Manleys Wahlsieg im Jahr 1972 machte sich zunehmend Enttäuschung breit. Der politische Führer konnte seine Versprechen nicht einlösen. Max Romeo distanzierte sich 1974 von dessen Politik mit dem Song No, Joshua, No.
Im Jahr 1975 brachte er mit Revelation Time das erste Reggae-Konzeptalbum heraus. Ein Jahr später produzierte Lee Perry sein Album War Ina Babylon, das als eine der wichtigsten Veröffentlichungen des Roots-Reggae angesehen wird. Die regierende PNP verbot für die Zeit des jamaikanischen Wahlkampfes 1976 das Titelstück War Ina Babylon. Der Wahlkampf war von zahlreichen bewaffneten Auseinandersetzungen rivalisierender Parteigänger geprägt. Das Stück Chase the Devil wurde 1992 von The Prodigy in dem Track Out of Space gesamplet. Es folgte das Album Reconstruction mit dem Hit Melt Away. Auf Holding Out My Love To You von 1981 wurde er von Rolling-Stones-Gitarrist Keith Richards begleitet. Bis zuletzt veröffentlichte Max Romeo alle paar Jahre ein neues Album und ging regelmäßig auf Tournee, zuletzt zusammen mit den Ethiopians.

## Tod
Max Romeo starb im April 2025 in Saint Andrew Parish im Alter von 80 Jahren.

## Diskografie

### Alben
- 1968: A Dream by Max Romeo (Pama Records)
- 1971: Let The Power Fall (Dynamic Sounds)
- 1975: Revelation Time (a.k.a. Open The Iron Gate)
- 1976: War Ina Babylon (Federal/Island)
- 1977: Reconstruction (Mango)
- 1979: I Love My Music
- 1980: One Horse Race
- 1981: Holding Out My Love to You
- 1984: Max Romeo Meets Owen Gray at King Tubby’s Studio (Culture Press/Vista Sounds)
- 1989: Transition
- 1992: Far I Captain of My Ship
- 1995: Our Rights
- 1998: Selassie I Forever
- 1999: Max Romeo & Friends: Love Message
- 1999: Something Is Wrong
- 1999: Max Romeo Sings Bob Marley in Dancehall
- 2001: In This Time
- 2004: A Little Time for Jah
- 2005: Crazy World of Dub
- 2006: Max Romeo Sings Hits of Bob Marley
- 2007: Pocomania Songs
- 2014: Father and Sons
- 2016: Horror Zone
- 2019: Words From The Brave
- 2023: Sings Classics

### Singles/Lieder
- 1967: I’ll Buy You a Rainbow, I Don’t Want To Let You Go, I Can’t Do No More, Don’t Be Ashamed, Soulful Music, No Use To Cry, Carelass Hands, Rudeboy Confession
- 1968: Wet Dream, Put Me In The Mood, Walk Into The Dawn, Wine Her Goosie, My One Girl, She’s But A Little Girl
- 1969: A No Fi Mi Picc’ny, Sweet Chariot, Michael (Row The Boat Ashore), Love Oh Love, I Don’t Want To Loose Your Love, You Can’t Stop Me
- 1970: Melting Pot, Fish in the Pot
- 1971: I Woke up in Love This Morning, Black Equality, Holla Zion, Let The Power Fall On I, Ginal Ship
- 1974: No, Joshua, No
- 1975: Three Blind Mice
- 1976: Chase the Devil / Croaking Lizard